# ریکاردو مارمولخو
ریکاردو مارمولخو (به انگلیسی: Ricardo Marmolejo) (زادهٔ ۲۹ مارس ۱۹۵۴) شناگر اهل مکزیک است.